# Up Up Up Up Up Up
Up Up Up Up Up Up és el novè àlbum d’estudi de la cantant i compositora Ani DiFranco publicat al 1999.
La cançó «Jukebox» va reportar a DiFranco la seva tercera nominació consecutiva a Millor interpretació vocal femenina de rock als Premis Grammy del 1999.
El disc va arribar a la posició 29 de la llista Billboard 200 de Billboard i a la 31 de la d’Australian Albums.

## Llista de cançons
Totes les cançons foren escrites i compostes per Ani DiFranco. 
| Núm. | Títol               | Durada |
| ---- | ------------------- | ------ |
| 1.   | «'Tis of Thee»      | 4:42   |
| 2.   | «Virtue»            | 5:07   |
| 3.   | «Come Away From It» | 8:22   |
| 4.   | «Jukebox»           | 4:27   |
| 5.   | «Angel Food»        | 5:45   |
| 6.   | «Angry Anymore»     | 3:27   |
| 7.   | «Everest»           | 5:15   |
| 8.   | «Up Up Up Up Up Up» | 3:21   |
| 9.   | «Know Now Then»     | 4:38   |
| 10.  | «Trickle Down»      | 3:51   |
| 11.  | «Hat Shaped Hat»    | 12:55  |

## Personal
- Ani DiFranco – veu, guitarra acústica, guitarra elèctrica, piano, acordió, percussió
- Andy Stochansky – bateria, pocket cajun, veu de fons
- Jason Mercer – baix, banjo, contrabaix, veu de fons
- Julie Wolf – orgue, piano, acordió, clavinet, piano Wurlitzer, veu de fons
- Goat – caixa de ritmes a «Hat Shaped Hat»

### Producció
- Producció – Ani DiFranco
- Enginyeria – Andrew Gilchrist, Ethan Allen
- Mescla – Andrew Gilchrist
- Masterització – Scott Hull
- Fotografia – Scot Fisher

## Llistes
| Llista                   | Posició |
| ------------------------ | ------- |
| Australian Albums (ARIA) | 31      |
| UK Albums (OCC)          | 135     |
| US Billboard 200         | 29      |